# Гравина ин Пуља
Гравина ин Пуља (итал. Gravina in Puglia) је насеље у Италији у округу Бари, региону Апулија.
Према процени из 2011. у насељу је живело 42210 становника. Насеље се налази на надморској висини од 380 м.

## Становништво
| 1931.  | 1936.  | 1951.  | 1961.  | 1971.  | 1981.  | 1991.  | 2001.  | 2011.  |
| ------ | ------ | ------ | ------ | ------ | ------ | ------ | ------ | ------ |
| 19.768 | 22.179 | 28.676 | 31.977 | 32.299 | 36.226 | 39.261 | 42.154 | 43.614 |